# Ormoy (Haute-Saône)
Ormoy ist eine französische Gemeinde im Département Haute-Saône in der Region Bourgogne-Franche-Comté.

## Geographie
Ormoy liegt auf einer Höhe von 230 m über dem Meeresspiegel, neun Kilometer nordöstlich von Jussey und etwa 34 Kilometer nordnordwestlich der Stadt Vesoul (Luftlinie). Das Dorf erstreckt sich im nordwestlichen Teil des Departements, leicht erhöht am östlichen Rand der Talniederung der Saône, zwischen den Höhen von Bois Saint-Julien im Nordwesten und Bois Lajux im Süden.
Die Fläche des 19,54 km² großen Gemeindegebiets umfasst einen Abschnitt im Bereich des oberen Saônetals. Die westliche Grenze verläuft meist entlang der Saône, die hier durch eine rund 1,5 Kilometer breite Alluvialniederung nach Südwesten fließt. Die Talaue liegt durchschnittlich auf 218 m und wird überwiegend landwirtschaftlich genutzt. Der Fluss ist kanalisiert und zur Wasserstraße ausgebaut; im Abschnitt von Ormoy befindet sich ein Schleusenwerk. Reste des alten Laufs mit mehreren kleinen Schleifen sind vorhanden.
Vom Flusslauf erstreckt sich das Gemeindeareal ostwärts über die Talaue bis auf die angrenzende, plateauartige Landschaft, die durch Mulden kurzer Seitenbäche der Saône untergliedert wird. Im Süden des Ortes erhebt sich das bewaldete Hochplateau des Bois Lajux, auf dem mit 343 m die höchste Erhebung von Ormoy erreicht wird. Nach Osten reicht der Gemeindeboden bis in die ausgedehnte Waldung des Bois Lessus (333 m). In geologisch-tektonischer Hinsicht besteht das Gelände aus einer Wechsellagerung von sandig-mergeligen und kalkigen Sedimenten, die zur Hauptsache während der Lias (Unterjura) abgelagert wurden. An einigen Orten tritt Muschelkalk aus der Trias zutage.
Nachbargemeinden von Ormoy sind Ranzevelle, Corre und Demangevelle im Norden, Hurecourt, Polaincourt-et-Clairefontaine und Saponcourt im Osten, Magny-lès-Jussey und Cendrecourt im Süden sowie Betaucourt und Aisey-et-Richecourt im Westen.

## Geschichte
Überreste eines merowingischen Gräberfeldes weisen auf eine frühe Besiedlung des Gebietes hin. Erstmals urkundlich erwähnt wird Ormoy im Jahr 1150. Im Mittelalter gehörte das Dorf zur Freigrafschaft Burgund und darin zum Gebiet des Bailliage d’Amont. Es bildete ein Lehen, das sich seit 1263 im Besitz der Herren von Jonvelle befand. Zusammen mit der Franche-Comté gelangte Ormoy mit dem Frieden von Nimwegen 1678 definitiv an Frankreich. Heute ist Ormoy Mitglied des Gemeindeverbandes Hauts du Val de Saône.

## Bevölkerung
| Jahr                       | 1962 | 1968 | 1975 | 1982 | 1990 | 1999 | 2009 | 2019 |
| Einwohner                  | 312  | 265  | 226  | 218  | 188  | 228  | 225  | 208  |
| Quellen: Cassini und INSEE |      |      |      |      |      |      |      |      |

Mit 205 Einwohnern (1. Januar 2022) gehört Ormoy zu den kleinen Gemeinden des Départements Haute-Saône. Die Einwohnerzahl nahm in der ersten Hälfte des 20. Jahrhunderts deutlich ab (1881 wurden noch 1000 Personen gezählt).

## Sehenswürdigkeiten
Die Dorfkirche Mariä Geburt (Église de la Nativité-de-Notre-Dame) in Ormoy wurde im 18. Jahrhundert errichtet und im 19. Jahrhundert umgestaltet. Aus dem 16. Jahrhundert stammt ein ehemaliger Herrschaftssitz. Der Ortskern ist geprägt durch verschiedene Häuser aus dem 18. Jahrhundert, die den traditionellen Stil der Haute-Saône zeigen. Auf dem Dorfplatz befindet sich ein Rundbrunnen mit der Statue der Marianne.

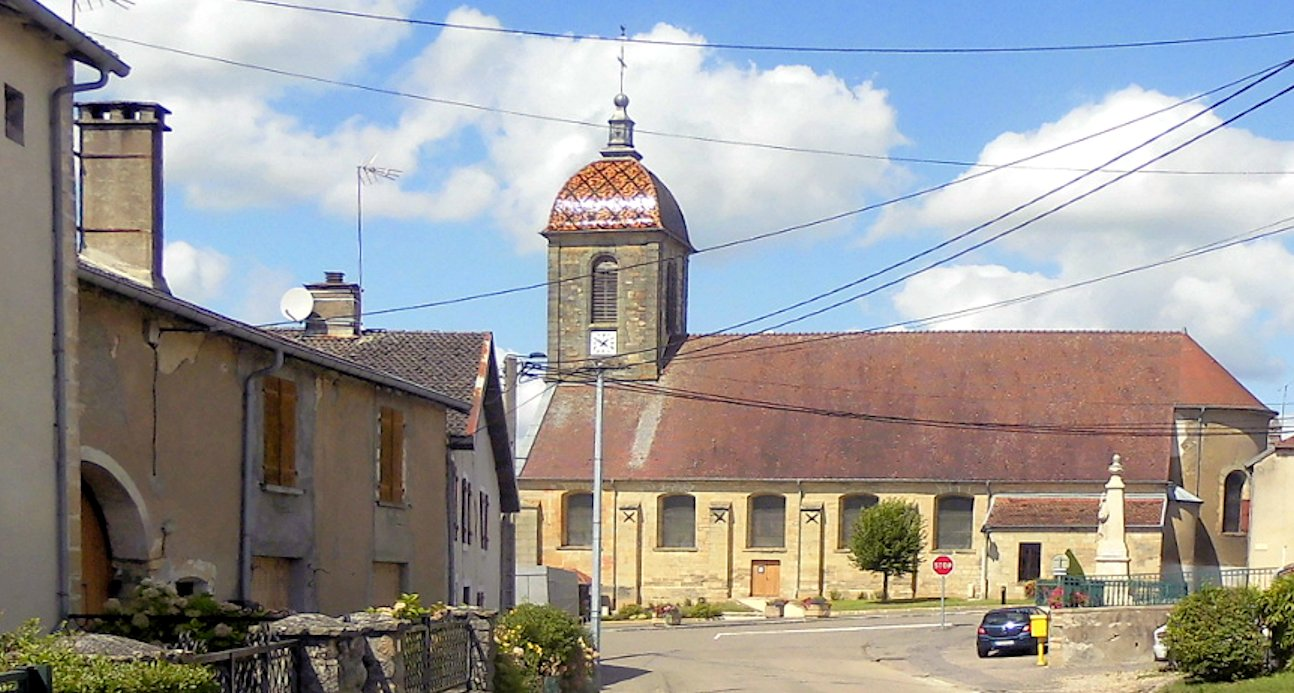
Kirche Mariä Geburt
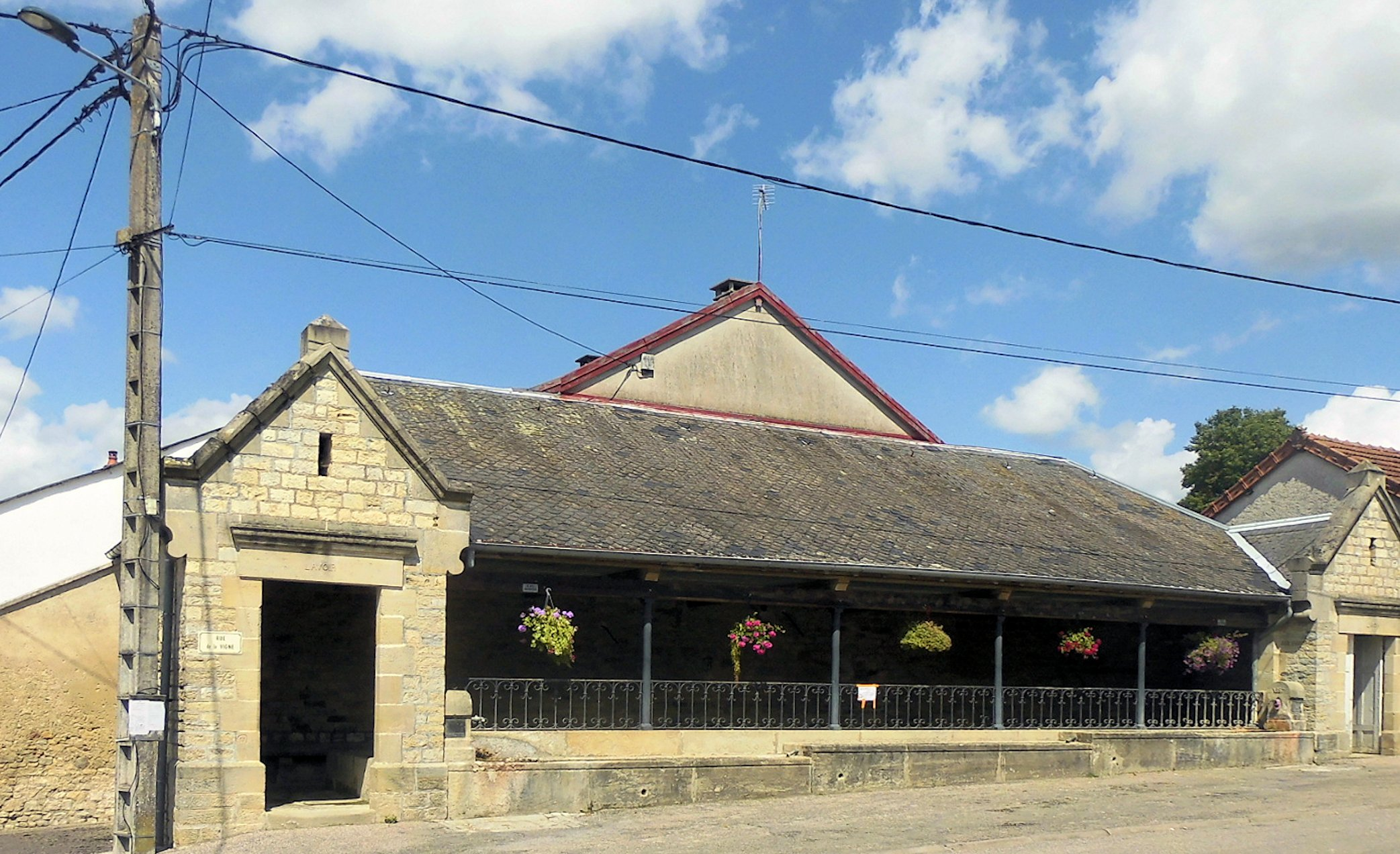
Lavoir in Ormoy
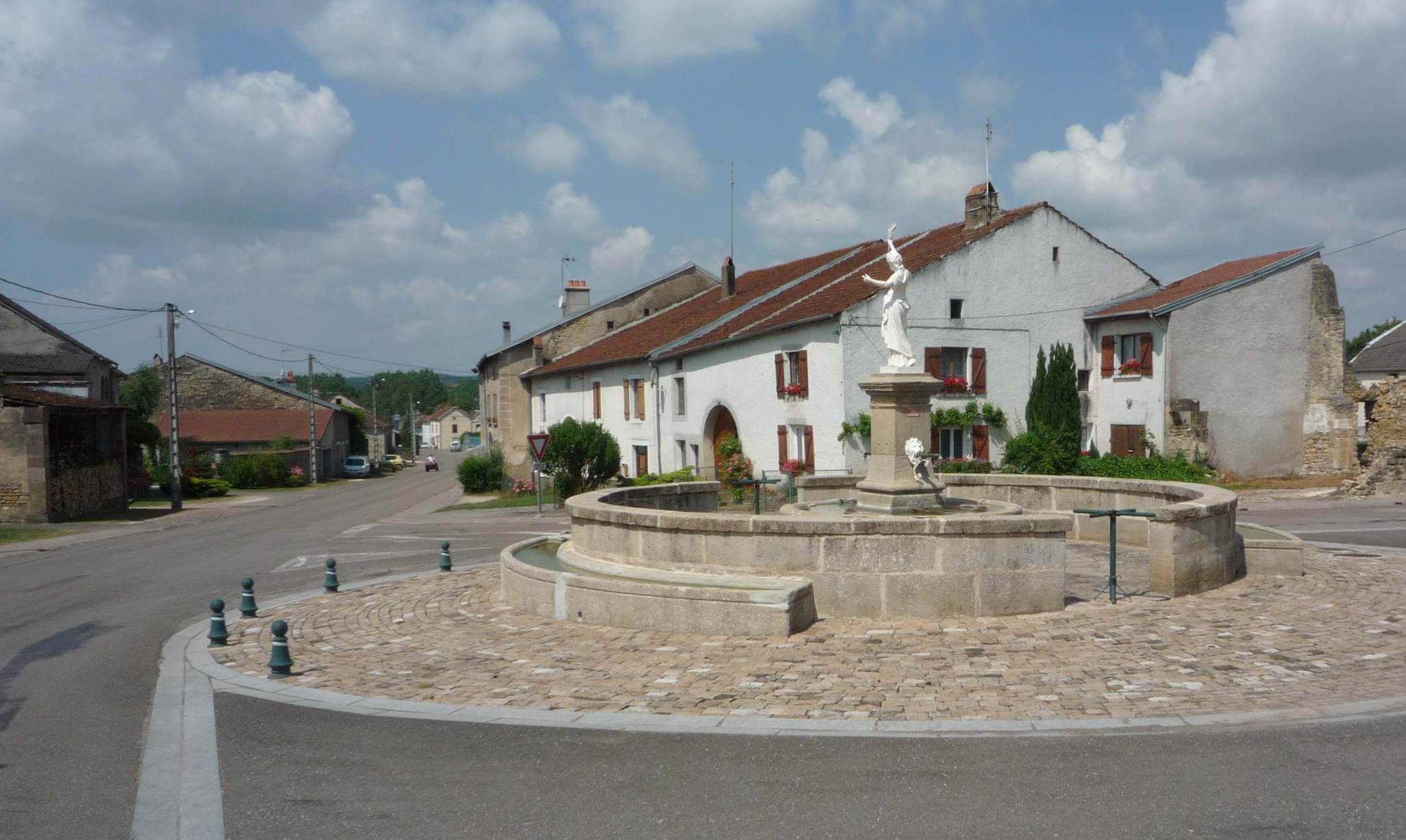
Rundbrunnen mit der Statue der Marianne

## Persönlichkeiten
- Jacques Ferrand (1746–1804), General der Infanterie

## Wirtschaft und Infrastruktur
Ormoy war bis weit ins 20. Jahrhundert hinein ein vorwiegend durch die Landwirtschaft (Ackerbau, Weinbau und Viehzucht) und die Forstwirtschaft geprägtes Dorf. Die Wasserkraft der Saône wurde früher für den Betrieb von Mühlen genutzt. Heute gibt es einige Betriebe des lokalen Kleingewerbes. In den letzten Jahrzehnten hat sich das Dorf zu einer Wohngemeinde gewandelt. Viele Erwerbstätige sind deshalb Wegpendler, die in den größeren Ortschaften der Umgebung ihrer Arbeit nachgehen.
Die Ortschaft liegt abseits der größeren Durchgangsachsen an einer Departementsstraße, die von Cendrecourt nach Corre führt. Weitere Straßenverbindungen bestehen mit Saponcourt und Richecourt.